# ビッグ・ベン
ビッグ・ベン、ビッグベン（英: Big Ben）は、イギリス（英国）の首都ロンドンにあるウェストミンスター宮殿（英国国会議事堂）に付属する時計塔内に設置されている大時鐘の愛称。時計塔全体の正式名称は、エリザベス2世在位60年を記念して2012年に「エリザベスタワー」とされたが、ビッグ・ベンは塔全体や大時計そのものを指して使われることが多い。現在の鐘は2代目で、高さ2.2メートル、直径2.7メートル、13.7トンあり、さらに周囲にはやや小さい鐘が4つある。
初代は1859年5月31日に作られ、当時は世界で最も正確な時計でもあった（毎時の誤差1秒以内）。

## 時計台
1834年10月16日、ウェストミンスター宮殿は職員の炉火の不始末から焼け落ち、英国議会はゴシック建築で再建することで合意した。さらに鐘一打ごとの誤差を1秒以内に抑え、時計の状態を毎日二度グリニッジ天文台に電報で連絡して世界標準時と合わせることなど15項目の条件を付して、競争入札で設計案を募った。その結果、チャールズ・バリーが設計責任者となり、バリー自身の設計によるゴシック復興様式となった。バリーは併設する時計台の設計をオーガスタス・ピュージンに依頼した。ピュージンはこれ以降も数々の時計台の設計を手掛けたが、ビッグベンは初期のピュージンの作風を知ることができるものとなっている。
時計塔の高さは96.3メートル。下部の61mは煉瓦造、残りの高さは鋳鉄の尖塔からなっている。議会開催中は尖塔に灯火が照らされる（後述の補修後はLED照明）。鐘にたどり着くには螺旋状の階段を334段登らなければならない。時計の文字盤は地上55メートルに位置している。
ジュビリー線のウェストミンスター駅建設などで地盤状態が変化し、大時計はわずかに北西へ傾いている。傾斜度は約1/250、文字盤の位置でおよそ220ミリメートルほどである。また、熱の影響で一年かけて東西方向に数ミリメートルぶれる。

## 大時計
大時計の文字盤はピュージンによって設計された。直径7メートルの鉄枠に324個の乳白ガラスがステンドグラスのようにはめ込まれ、文字盤の周囲には金メッキが施されている。それぞれの文字盤の下には金文字のラテン語で「DOMINE SALVAM FAC REGINAM NOSTRAM VICTORIAM PRIMAM（主よ、我らが女王ヴィクトリアに御加護を）」と刻まれている。

### 構造
ビッグ・ベンの時計を設計したのは、枢密院議員でアマチュア時計学者のエドマンド・ベケット・デニスンと、王室天文官のジョージ・ビドル・エアリーである。機械部分は1854年には完成していたが、時計台の完成は1859年4月10日だったため、その間に改良を受けることになった。仕組みとしては通常の振り子時計だが、デニスンの考案した、画期的な二重三脚重力式脱進機を採用している点が違う。この脱進機によって振り子と時計構造をうまく分離させることが可能となり、それまでにない正確さが得られることになった。
振り子は風の影響を受けないよう時計部屋の真下にあり、振り子自体は長さ3.9メートル、重さ300キログラム。2秒ごとに時を刻む。動力源は、塔の内部に吊り下げられた3個の錘で、週に3回係員が巻き上げを行う。この錘にかかる重力で時計を動かし、鐘を鳴らしている。機械部分全体で重さ5トンになる。

## 大時鐘
ビッグ・ベンは、ウェストミンスター大時計の時計台で最も大きな鐘につけられている愛称である。1856年8月6日に鋳造された初代の鐘は時計台が完成する前に既にウェストミンスター宮殿の庭まで運ばれていたが、運用前に修復できないほどのひびが入り、代わりの鐘が再鋳造されることとなった。新しい鐘の重さは13.5t、高さ2.2m、直径2.9m。正式稼働する前からミの音が半音ずれており、2017年～2022年の大改修でも修復されなかった。
この鐘が初めて鳴らされたのは1859年7月11日である。しかしその9月、運用開始からわずか2か月で鐘の舌によるひびが入ってしまった。その後3年間は四半時鐘（15分鐘）のうちで最低音の鐘が時鐘を鳴らした。修繕ではより軽い舌を取り付け、ひびが広がらないようにひびの縁に四角い穴を開けた。さらに新しい舌が損傷のあった箇所を叩かないよう鐘の向きは1/8回転された。これが現在の大時鐘であり、以来このひびが鐘に独特の音色を与えている。
2009年7月11日には、初めて鐘を鳴らしてから150周年を迎え、壁に150周年の文字と鐘の絵がライトアップで描かれた。エリザベス2世の国葬（2022年9月19日）では、没年齢にちなんで96回鳴らされた。

### ウェストミンスターの鐘
大時鐘の隣に併設された四つの鐘が奏でる時鐘は『ウェストミンスターの鐘』と呼ばれる。大時鐘自体が鳴らされているわけではないが、正時の時鐘の際にメロディの後に正時の数だけ鳴らされる時報の部分は大時鐘そのものを鳴らしている。このメロディは、イギリス議会による公式サイトよりダウンロードできる。
このメロディは、日本の学校で採用されている終業チャイム音の基となった。太平洋戦争後しばらく授業の終わりの合図はジリジリという音やサイレンだったが、空襲警報を思い出す子もおり、大森第四中学校（東京都大田区）の国語教師だった井上尚美が、ラジオで聞いた『ウェストミンスターの鐘』の心地よい音色を採用することを思い立ち、大森四中に研修で集まっていた全国の教師を通じて各地に普及した。

### 時報
鐘の音は伝統的にBBC Radio 4の時報として生中継されている。二次大戦中はサイレント・ミニット(英語)という夜の黙祷運動の開始の合図としても使われ、当時は毎晩21時の鐘の時報の後に1分間の無音の放送をしていたが、大戦後期の1944年6月から9月までは秘密裏に録音放送に差し替えられた。同年6月にドイツ軍が実戦投入しロンドンを狙うようになったV1飛行爆弾が、この時計台を標的にした場合に備えてのことである。もしもV1がサイレント・ミニットの実施に合わせて発射され、市内に着弾して爆発音が放送に乗ってしまうと平和への祈りのひとときにリスナーの不安を煽るおそれが生じかねないことや、V1の命中精度向上のためのデータに利用される可能性が懸念されたためだった。しかしあるとき、録音したレコード円盤の再生事故で鐘の音が繰り返し放送されたことでリスナーに録音が発覚し、ラジオ局にはビッグ・ベンが酒を飲んだのかと問い合わせる電報が届いたという。

## 名称
「ビッグ・ベン」という名称は、工事責任者で国会議員のベンジャミン・ホール卿の名にちなんで命名されたという説の他、当時のヘビーウェイト級ボクシングチャンピオンのベンジャミン・コーントから来ているという説などがある。
2012年6月26日、庶民院（英国議会下院）の委員会において、英国女王エリザベス2世の在位60周年を機にビッグ・ベンがある時計塔の名称を「クロック・タワー」から「エリザベス・タワー」に改称することが了承された。

## メンテナンス
毎年夏時間と冬時間を切り替える際に時計を止めて、部品の補修・交換、鐘の調律などを行う。1ペニー銅貨を錘に置くと24時間で0.2秒進むため、硬貨を追加したり取り除いたりして、時刻を微調整している。
第二次世界大戦初期のナチス・ドイツの空襲による損傷もあり、建設から最初の大規模補修が2017年8月21日に開始され、2021年の大晦日に再び鐘が鳴り始めた。当初は2021年後半に終了する予定だったが、完工して足場や塔を覆うシートが撤去されたのは2022年4月となった。新型コロナウイルス感染症が流行した影響で2022年の第2四半期完了予定へずれ込んだためである。費用は9700万ポンドを要したと報じられている。

## ブレグジットに伴う計画
イギリスの欧州連合離脱（ブレグジット）に合わせて改修中のビッグ・ベンの鐘を鳴らそうという動きが一部のイギリス下院議員により検討され、当初の離脱予定日であった2019年3月29日にビッグ・ベンを鳴らす許可が議会に提出されたが、ジョン・バーコウ下院議長により却下され頓挫した。その後ブレグジットは延期され、同年11月にバーコウが下院議長を退任し、12月の総選挙を経て2020年1月31日の離脱が決定的となったことを期に再び計画が動き出した。
しかし、鐘を鳴らすには50万ポンド（約7200万円）もの予算が必要となることから実現のハードルは高く、計画の支持者らによって25万ポンド以上もの寄附金が集まったともされたが、結局は鐘は鳴らさず、首相官邸の外壁にビッグ・ベンの時計を映し出し、ブレグジットをカウントダウンで迎える計画に変更された。英国時間の2020年1月31日午後11時、イギリスは欧州連合（EU）から離脱し、首相官邸の外壁に映し出されていたカウントダウンの時計が「00:00」となった瞬間にビッグ・ベンの映像が映し出され、録音された鐘の音が11回鳴らされた。

## ギャラリー

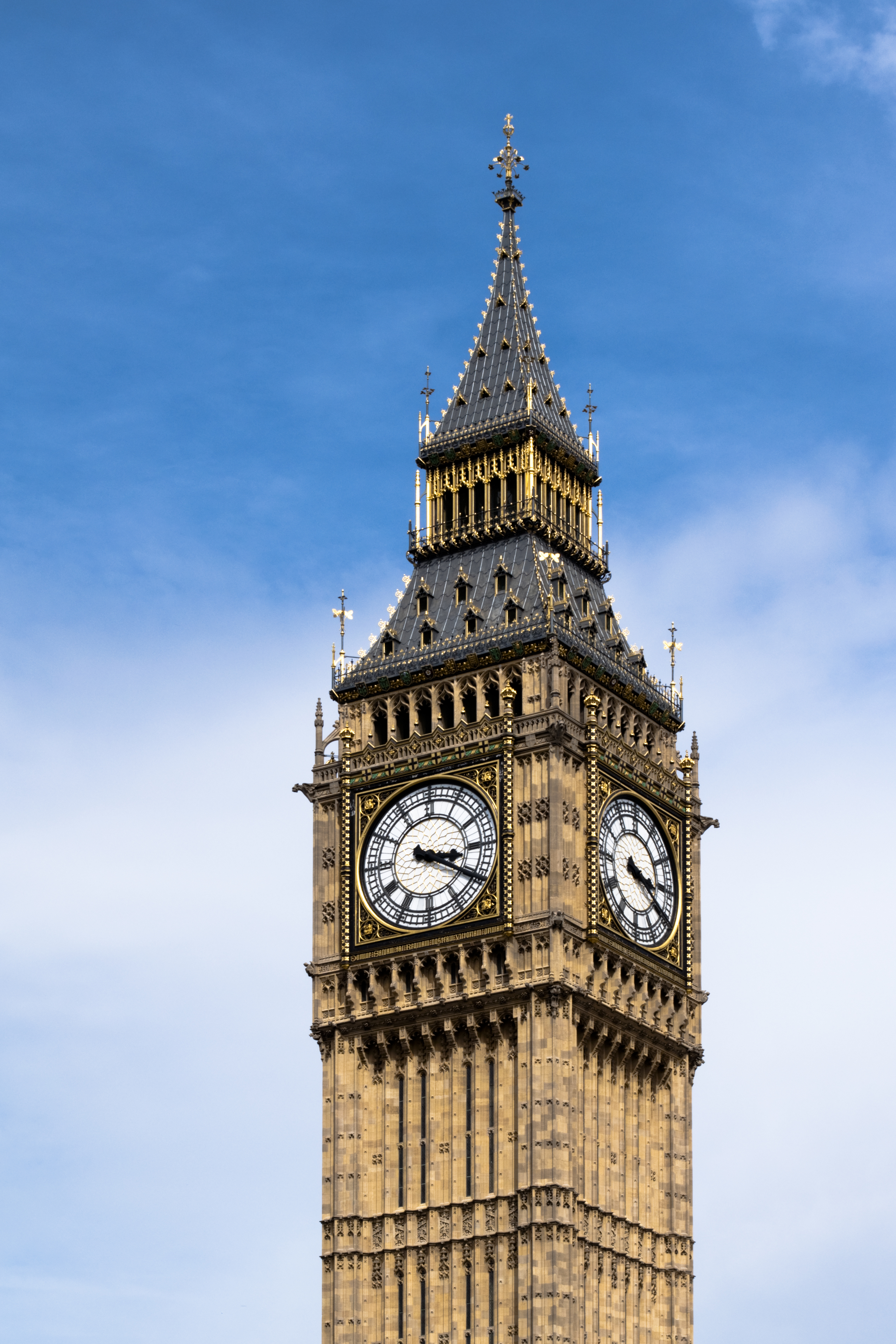
ビッグ・ベン上部
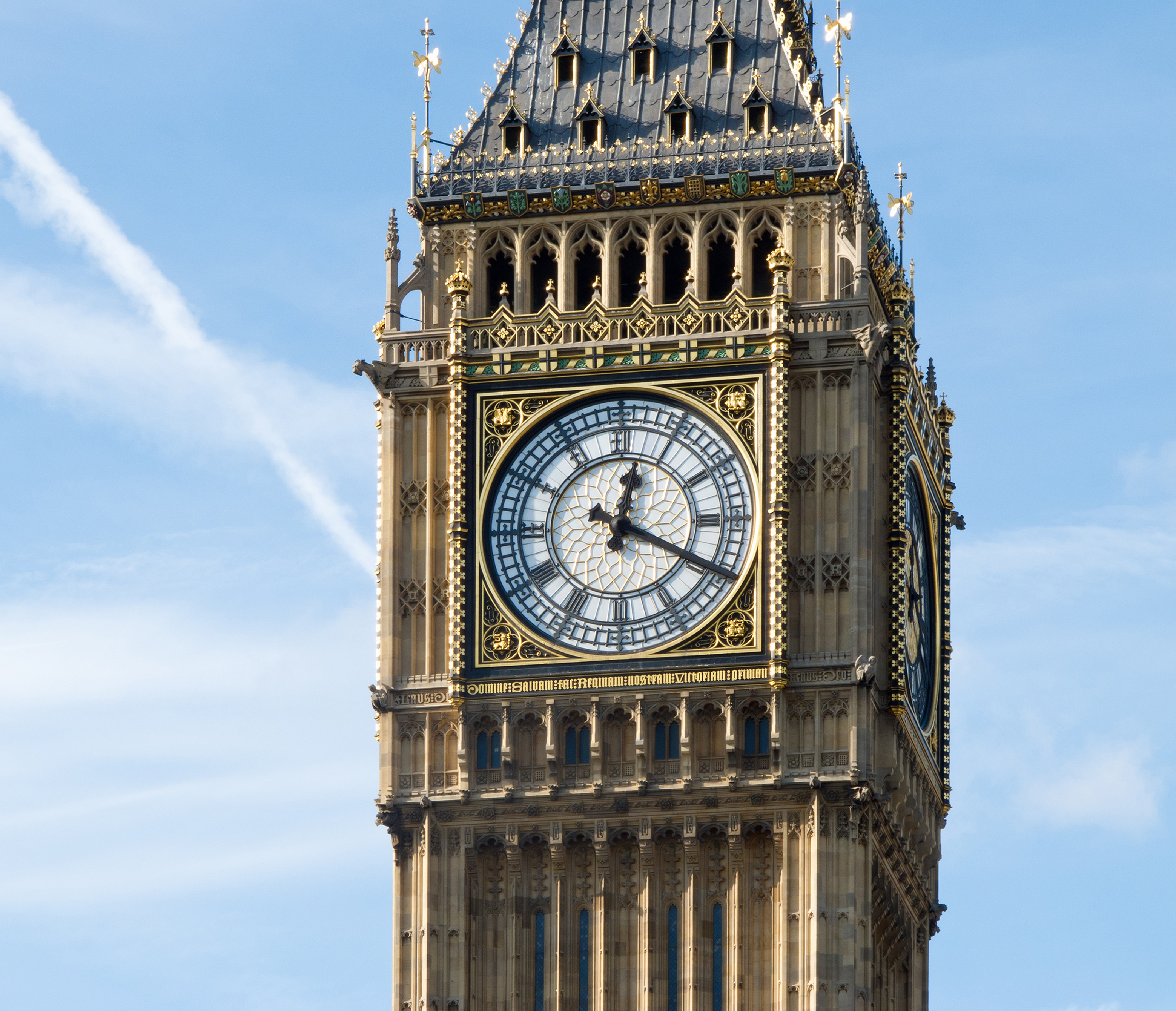
時計台
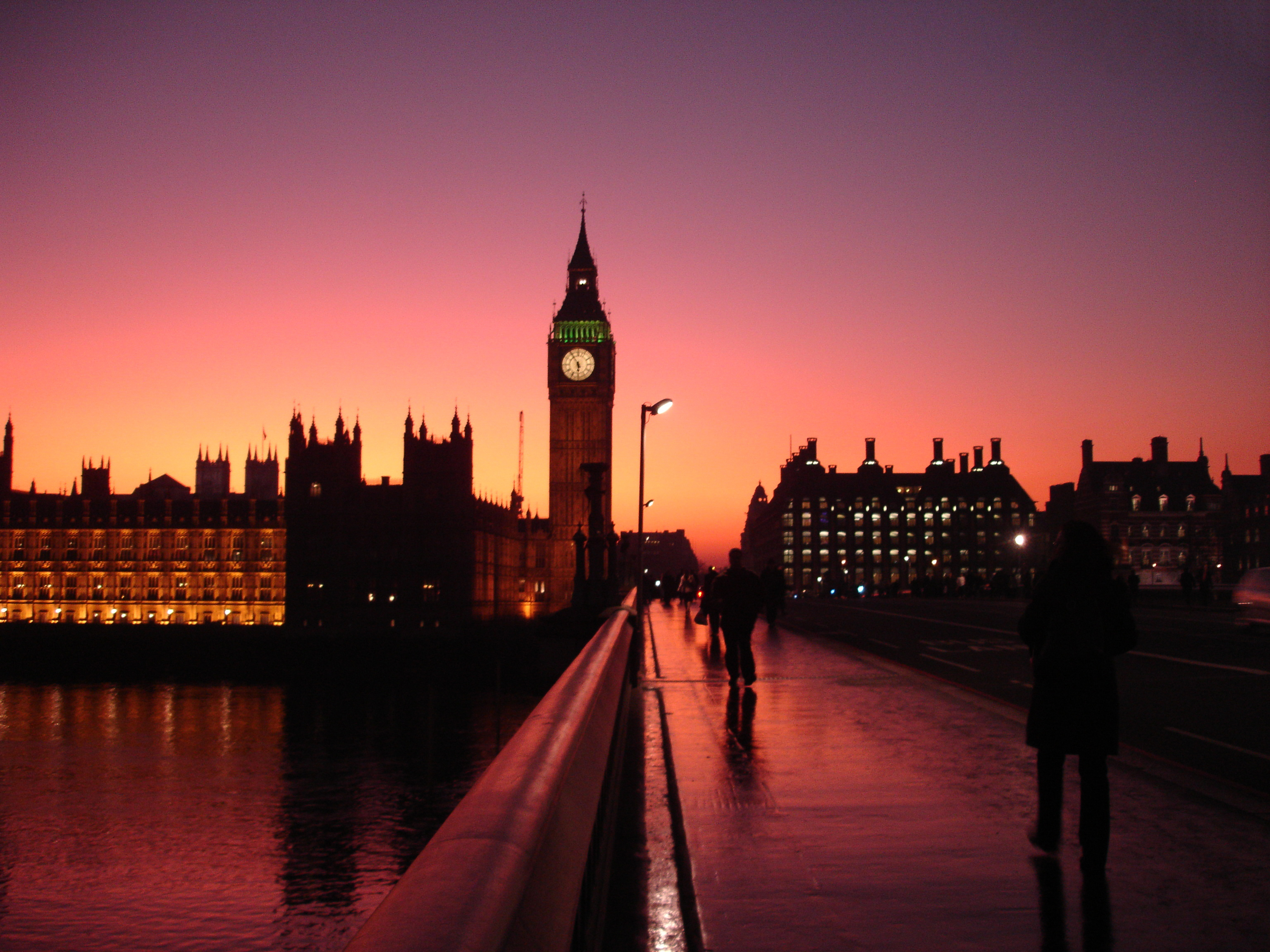
夕刻のビッグ・ベン
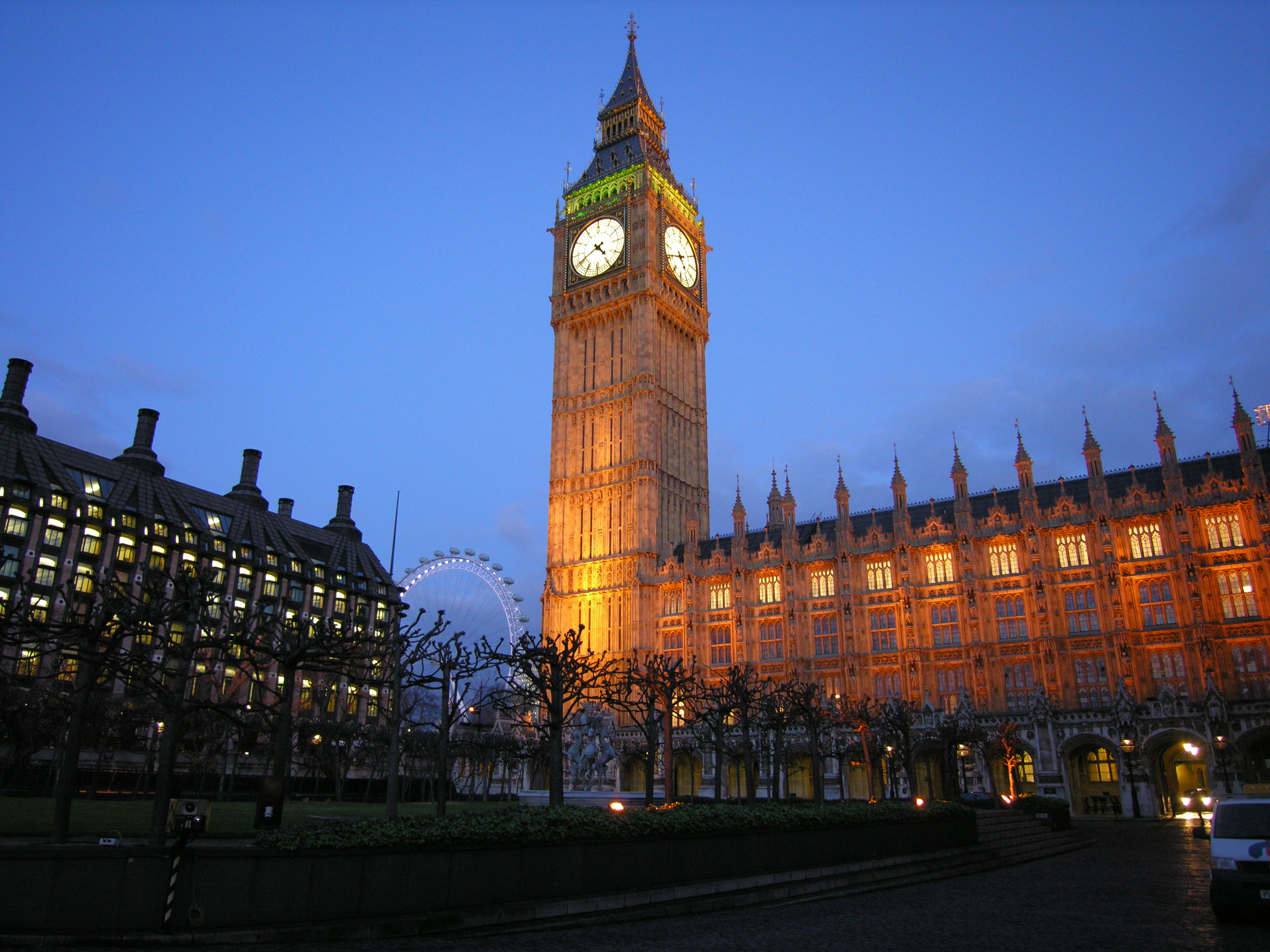
夕暮れのビッグ・ベン
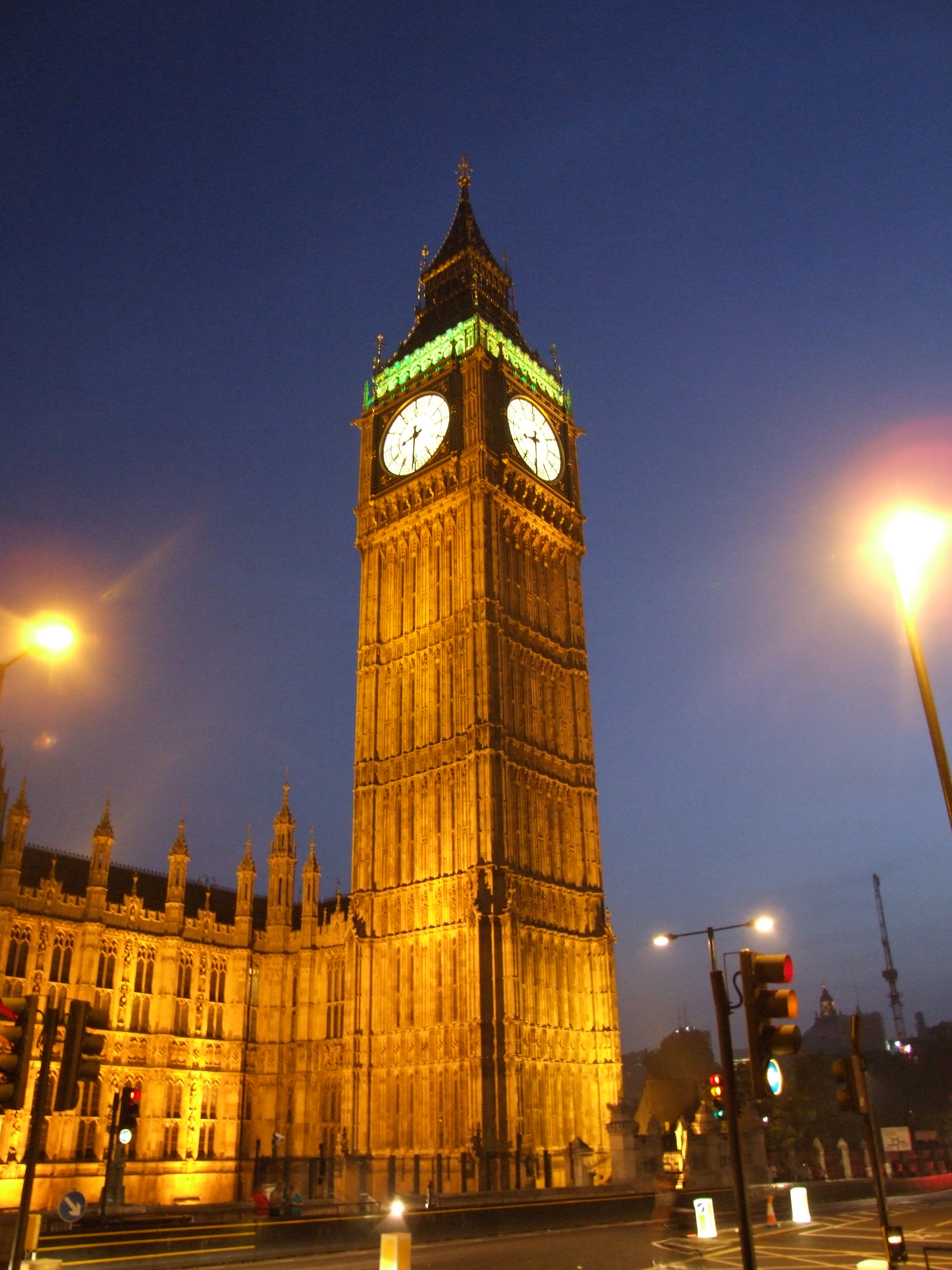
夜間のライトアップ
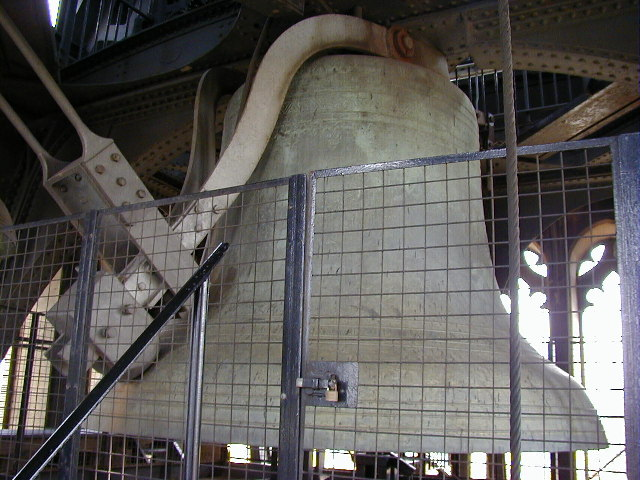
内部にある鐘「グレートベル」
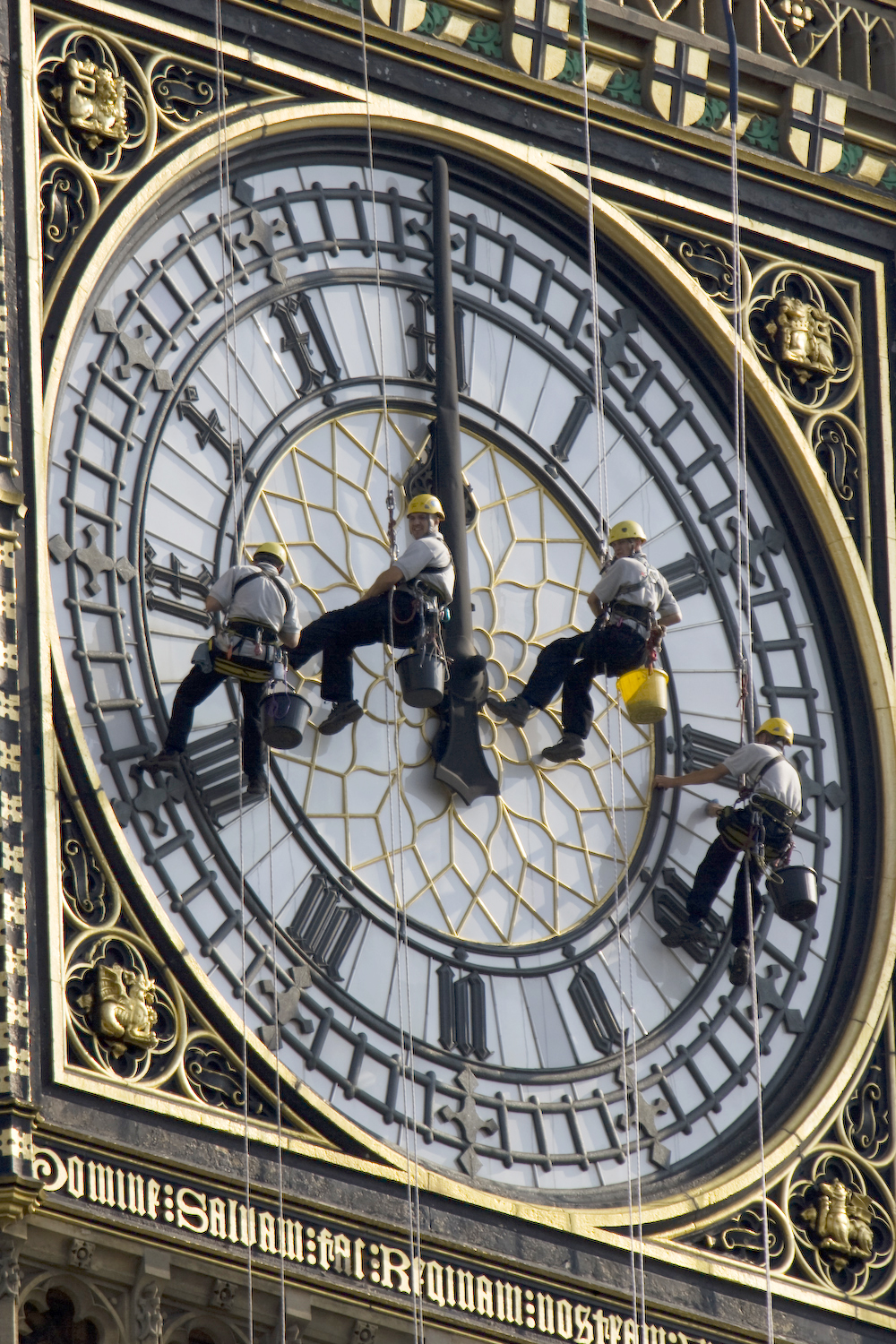
清掃中
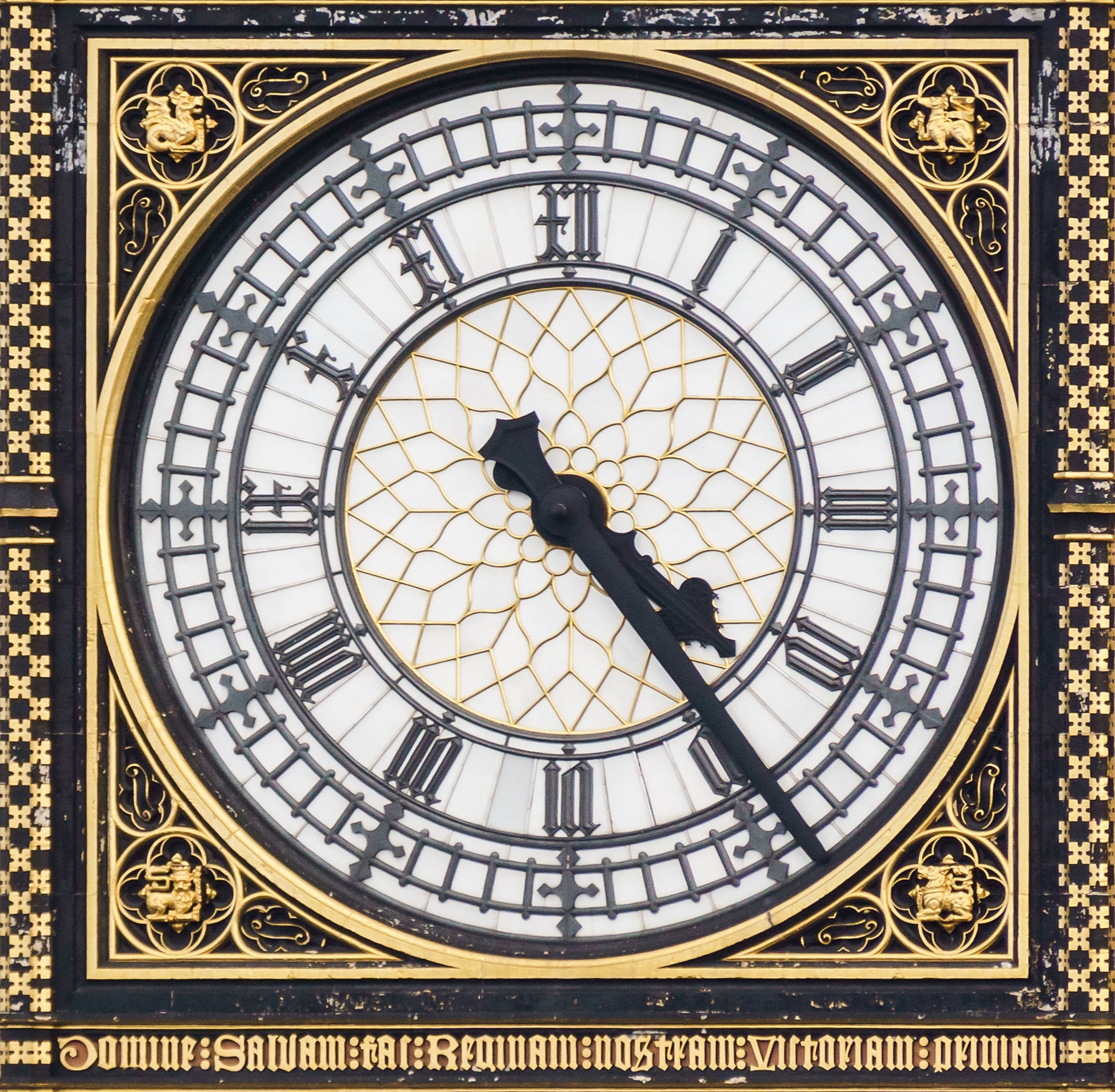
文字盤にある時針の長さは9フィート（2.7m）、分針の長さは14フィート（4.3m）